# Zdeněk Hák
Zdeněk Hák (ur. 13 grudnia 1958 w Jilemnicach) – czechosłowacki biathlonista.
Dwukrotnie brał udział w zimowych igrzyskach olimpijskich. W 1980 wystąpił w sprincie na 10 km, w którym zajął 29. miejsce z czasem 36:32,59, biegu na 20 km, w którym uplasował się na 14. pozycji z czasem 1:13:33,76, a także w sztafecie 4×7,5 km, w której Czechosłowacja zajęła 11. lokatę z czasem 1:41:48,62. Był najmłodszym czeskim biathlonistą na tych igrzyskach. W 1984 wystartował w tych samych konkurencjach. Na 10 km był 23. z czasem 33:19,3, na dystansie dwa razy dłuższym zajął 15. miejsce z czasem 1:19:05,5, natomiast sztafeta, której był członkiem, uplasowała się na 6. pozycji z czasem 1:42:40,5.
Kilkakrotnie uczestniczył też w mistrzostwach świata. W 1981 był 28. w zawodach na 20 km, 34. w sprincie na 10 km i 7. w sztafecie. Rok później zajął 18. miejsce w sprincie (10 km) i 6. w sztafecie. W kolejnych mistrzostwach (1983) wystartował tylko w sprincie i uplasował się na 55. pozycji. W 1985 był 28. w biegu na 20 km, 19. w sprincie na 10 km i 6. w sztafecie. W 1986 zajął 42. miejsce na 20 km, 14. w dziesięciokilometrowym sprincie i 6. w sztafecie. Mistrzostwa w 1987 były ostatnimi w jego karierze. W sprincie uplasował się na 35. pozycji, a w sztafecie był 9. W 1988 startował jeszcze w Pucharze Świata, a następnie zakończył karierę.